# Donna Martin
Donna Martin is een personage uit de televisieserie Beverly Hills, 90210, gespeeld door actrice Tori Spelling.
Tori is de dochter van Aaron Spelling, de producent van de serie. Naar eigen zeggen kwam de actrice er via haar eigen agent achter dat haar vader een nieuwe serie in de planning had, waarna ze anoniem auditie deed in de hoop de rol van Andrea Zuckerman te krijgen. Uiteindelijk kreeg ze de rol van Donna.

## Karakter
Een belangrijk thema voor het personage Donna is haar maagdelijkheid. Ze heeft besloten om met seks tot haar huwelijk te wachten, maar het is niet makkelijk om dat vol te houden in een schoolomgeving met veel verleidingen.
Verder geeft Donna te veel om de mening van anderen en maakt ze zich daardoor erg afhankelijk van haar vriendinnen.

## Beschrijving
Donna en Kelly behoren tot de groep populairste leerlingen op West Beverly Hills High. Al snel wordt de nieuweling Brenda binnen hun groepje opgenomen. Vaak wordt Donna aangezien voor een niet al te slimme leerling. Als ze ontdekt dat ze last heeft van dyslexie, begrijpt ze dat haar leerproblemen een oorzaak hebben.
Tijdens het afstudeerfeest raakt Donna dronken. De school hanteert een streng alcoholbeleid en wil Donna uitsluiten van de examens: ze moet in de zomer extra lessen gaan volgen en tevens meedoen aan een praatgroep voor alcoholisten, voordat ze kans maakt op haar diploma. Haar medestudenten, geleid door Andrea en Brandon, organiseren een demonstratie tijdens de hoorzitting van Donna. Dan besluit de schoolleiding dat Donna alsnog mag afstuderen.
Donna heeft verschillende relaties, maar de meeste tijd heeft ze een relatie met de jongere en aanvankelijk minder populaire David Silver. In het begin maakt ze zich zorgen over zijn leeftijd, want ze is bang dat mensen om haar heen hier negatief over denken. Uiteindelijk blijken ze erg goed bij elkaar te passen en trouwen ze op het einde van de serie met elkaar.